# Unité urbaine de Nouméa
L'unité urbaine de Nouméa est une unité urbaine française au sens de l'Insee (mais, pour des raisons de juridiction, non recensée par cet institut) centrée sur la ville de Nouméa, chef-lieu de la Province Sud et de la Nouvelle-Calédonie où elle occupe le premier rang provincial et néo-calédonien.
Par sa population, l'unité urbaine de Nouméa fait partie des grandes agglomérations du Pacifique insulaire et de la France d'outre-mer, se situant au cinquième rang outre-mer en 2014 - derrière les unités urbaines de Pointe-à-Pitre-Les Abymes en Guadeloupe et de Saint-Denis, de Saint-Paul et de Saint-Pierre, toutes trois situées à La Réunion. Pourtant, elle reste, comparativement, une unité urbaine au poids démographique moyen pour l'ensemble français, se situant au 47e rang national, au niveau d'unités urbaines telles que celles de Amiens ou de Saint-Nazaire.

## Données démographiques
Selon le dernier recensement mené en 2014 et l'étalement urbain, l'unité urbaine de Nouméa regroupe 3 communes - Nouméa, Le Mont-Dore et Dumbéa - qui s'étendent sur 943,3 hab/km2 et regroupent 158 893 habitants, portant la densité de population à seulement 168 hab/km2,. Cette faible densité s'explique par la très grande superficie générale des communes néo-calédoniennes, et notamment de celles de Dumbéa et surtout du Mont-Dore, urbanisées sur seulement une part de leurs territoires.

## Répartition de la population
Le pôle urbain du Grand Nouméa, situé dans cette unité urbaine, ne s'étend donc que sur la commune de Nouméa et une partie du Mont-Dore et de Dumbéa (problème : par définition, une unité urbaine comprend la totalité des communes qui la composent ; un pôle urbain fait référence à une aire urbaine, donc aussi à une couronne périubaine, soit des communes limitrophes de l'unité urbaine dont au moins 40 % de la population active travaillent dans l'unité urbaine : sur quelles statistiques reposerait la définition de l'aire urbaine du Grand Nouméa ?), soit 127 315 habitants sur 63,15 km2 de bâti continu et une densité d'environ 2 016 hab/km2, suivant le détail suivant en 2014 :
- Nouméa : 99 926 habitants sur 45,7 km2, soit une densité de 2 186,6 hab/km2, 76,4 % de la population du pôle urbain et 62.89 % de celle de l'unité urbaine sur à peine 5 % de son territoire en 2014. Son poids dans l'unité urbaine n'a pourtant cessé de décliner au profit des communes de banlieue[2] : alors qu'elle en représentait la totalité jusque dans les années 1960, le bâti urbain continu s'étendant ensuite progressivement au Mont-Dore puis à Dumbéa, elle en constitue ensuite 87,26 % en 1969, 79,06 % en 1976, 71,13 % en 1989, 68,76 % en 1996 et 68,11 % en 2004 et 66.22% en 2009. Sa croissance annuelle moyenne était de 2,45 % de 1989 à 1996 et de 1,91 % de 1996 à 2009. La continuité du bâti[3] s'étend sur 37,15 km2, soit plus de 80 % de son territoire, et alors qu'il ne s'étendait en 1978 que sur 24 km2[4].
- Mont-Dore : 27 155 habitants (17,09 % de l'unité urbaine) sur 643 km2, soit une densité de 42,23 hab/km2 en 2014. Sa croissance annuelle moyenne, encore forte entre 1989 et 1996 (3,85 %), s'est relativement tassée entre 1996 et 2009 (1,64 %). Mais les banlieues disposant d'un bâti continu avec Nouméa ne couvrent que le nord-ouest de la commune, soit les quartiers de Yahoué, Pont-des-Français, Conception, Robinson, Boulari et Saint-Michel, comprenant 13 485 habitants en 2009 (soit 52,5 % de la population de la commune) sur environ 19 km2 (et donc 3 % de la superficie totale du Mont-Dore et une densité de 710 hab/km2). Il s'agit des zones périurbaines les plus anciennement insérées dans l'agglomération nouméenne. À celles-ci peuvent s'ajouter des zones plus éloignées, moins denses mais qui constituent néanmoins des agglomérations secondaires, davantage nées d'un phénomène de rurbanisation, avec tout d'abord les quartiers de Saint-Louis et La Coulée (4 194 habitants sur 95,4 km2, soit 44 hab./km2), d'autre part ceux du Vallon-Dore et de Mont-Dore-Sud (4 157 résidents sur 12 km2, donc 350 hab./km2) et enfin Plum (2 547 personnes sur 30 km2, soit 85 hab./km2).
- Dumbéa : 31 812 habitants (20.02 % de l'unité urbaine) sur 254,6 km2, soit une densité de 124,9 hab/km2 en 2014. Il s'agit de la commune qui a connu la plus forte croissance dans les années 1960 (avec une croissance annuelle moyenne de 30,3 % entre 1963 et 1969, Dumbéa ne comptait encore que 463 habitants en 1963 ce qui en faisait la 4e commune la moins peuplée du Territoire), 1970 (31,6 % annuellement entre 1969 et 1976 puis 4,6 % entre 1976 et 1983) et 1980 (13,6 % en moyenne par an entre 1983 et 1986). Cette évolution s'est en partie atténuée tandis que la dynamique d'expansion urbaine se déplace désormais au-delà des limites de Dumbéa, vers Païta (5,45 % entre 1989 et 1996 puis 4,33 % entre 1996 et 2004). Le tissu urbain s'étend essentiellement dans le sud de la commune, dans les quartiers de Cœur de Ville, Koutio et Auteuil, pour 16 251 résidents en 2009 sur environ 7 km2, à savoir 67,4 % des habitants de Dumbéa sur 2,7 % de son territoire (et une densité de quelque 2 322 hab/km2). S'y ajoutent quelques lotissements périurbains récents : Dumbéa-sur-mer (encore en cours d'aménagement mais avec déjà 1 095 habitants) et Nakutakoin (765 résidents) au nord-ouest, et celui de Katiramona sud (2 458 personnes) au nord-ouest. Il s'agit donc, en dehors de Nouméa, de la municipalité la plus urbaine de Nouvelle-Calédonie.

L'unité urbaine de Nouméa comporte donc le pôle urbain de l'aire urbaine au sens de l'Insee appelée Grand Nouméa, qui rajoute aux trois communes de l'unité urbaine celle de Païta.